# 基赫奇克河
基赫奇克河是俄羅斯的河流，位於堪察加半島，河道全長約20公里，最終注入鄂霍次克海，河水主要來自融雪、雨水、地下水和冰川，是鮭魚的產卵地。